# Mermiglossa rufa
Mermiglossa rufa is een vliesvleugelig insect uit de familie Andrenidae. De wetenschappelijke naam van de soort is voor het eerst geldig gepubliceerd in 1912 door Friese.